# Maschera da baseball

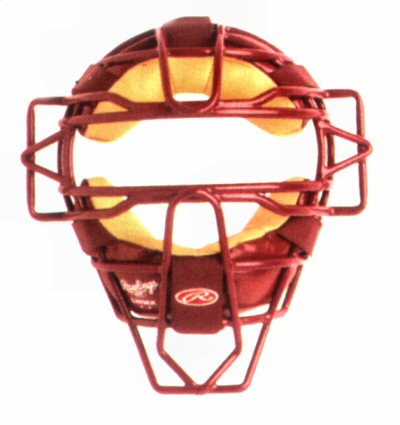
Una maschera da baseball

La maschera da baseball è una maschera protettiva utilizzata dal ricevitore durante le partite di baseball.

## Applicazione
Il ricevitore la applica sul viso per proteggersi da eventuali palline che, spizzate dal battitore, potrebbero finirgli addosso provocando grossi danni. Fa parte dell'equipaggiamento da catcher.

## Composizione
Essa è composta da un elastico che si adatta alla forma della nuca dell'utilizzatore. Attaccata a questo elastico c'è una protezione metallica composta da sottili fili di ferro, dietro ai quali c'è un sostegno in plastica imbottito con materiale morbido al suo interno. Ovviamente vi sono sia delle aperture per gli occhi e per la bocca, che dei fori per poter prendere aria.
Essa è abbinata alla pettorina e agli schinieri.